# Vila Nova de Cerveira
Vila Nova de Cerveira és un municipi portuguès, situat al districte de Viana do Castelo, a la regió del Nord i a la subregió de Minho-Lima. L'any 2004 tenia 8.813 habitants. Es divideix en 15 freguesies. Limita al nord-est amb Valença do Minho, a l'est amb Paredes de Coura, al sud-est amb Ponte de Lima, al sud-oest amb Caminha i al nord-oest amb Galícia.
| Població del municipi de Vila Nova de Cerveira (1801 – 2004) | Població del municipi de Vila Nova de Cerveira (1801 – 2004) | Població del municipi de Vila Nova de Cerveira (1801 – 2004) | Població del municipi de Vila Nova de Cerveira (1801 – 2004) | Població del municipi de Vila Nova de Cerveira (1801 – 2004) | Població del municipi de Vila Nova de Cerveira (1801 – 2004) | Població del municipi de Vila Nova de Cerveira (1801 – 2004) | Població del municipi de Vila Nova de Cerveira (1801 – 2004) | Població del municipi de Vila Nova de Cerveira (1801 – 2004) |
| ------------------------------------------------------------ | ------------------------------------------------------------ | ------------------------------------------------------------ | ------------------------------------------------------------ | ------------------------------------------------------------ | ------------------------------------------------------------ | ------------------------------------------------------------ | ------------------------------------------------------------ | ------------------------------------------------------------ |
| 1801                                                         | 1849                                                         | 1900                                                         | 1930                                                         | 1960                                                         | 1981                                                         | 1991                                                         | 2001                                                         | 2004                                                         |
| 6706                                                         | 9401                                                         | 9691                                                         | 10794                                                        | 11030                                                        | 8666                                                         | 9144                                                         | 8852                                                         | 8813                                                         |

## Freguesies
- Campos
- Candemil
- Cornes
- Covas
- Gondar
- Gondarém
- Loivo
- Lovelhe
- Mentrestido
- Nogueira
- Reboreda
- Sapardos
- Sopo
- Vila Meã
- Vila Nova de Cerveira